# Jorge Sahade
Jorge Sahade (Córdoba, 17 de febrero de 1915 - La Plata, 18 de diciembre de 2012) fue un astrónomo argentino (el tercero en graduarse en el país en esa carrera) con más de 200 publicaciones en revistas y conferencias. Con respecto a su fecha de nacimiento, su madre dio a luz el 17 de febrero, pero al haber nacido muy pequeño pensó que este no sobreviviría, por lo cual fue inscrito tardíamente el 23 de febrero de manera oficial.

## Biografía

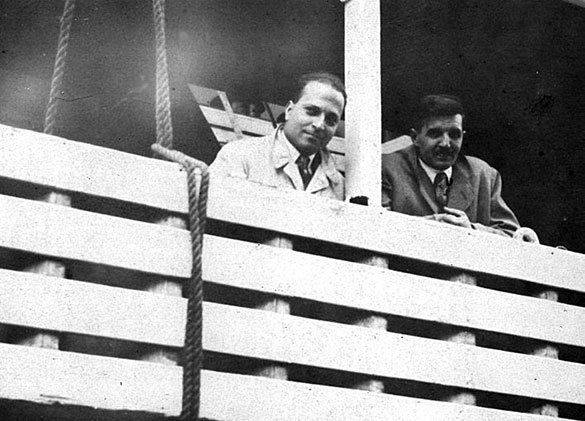
Jorge Sahade y Carlos Ulrrico Cesco en 1943 a bordo del barco Río Atuel

Estando en Córdoba, su idea era estudiar Matemática, pero en aquella época allí solo se dictaban las carreras de Ingeniería y Agrimensura, definiéndose por esta última en la Universidad Nacional de Córdoba, donde se recibió en 1937. Trabajaba en el Instituto Geográfico Militar cuando en La Plata se enteró de la recién creada carrera de Astronomía, la cual termina estudiando en la Universidad Nacional de La Plata, donde en 1941 ingreso como Ayudante Astrónomo en su Observatorio y se recibió en 1943 de doctor en Ciencias Astronómicas y Conexas. Tras finalizar la carrera, tanto él como Carlos Ulrrico Cesco (el primer graduado en Astronomía del país) fueron becados para ir a Estados Unidos a formarse en Astrofísica. En su paso por Estados Unidos, se dedicó al estudio de estrellas binarias, donde durante las noches tomaba placas de espectros que dejaba revelando mientras posicionaba la placa siguiente.

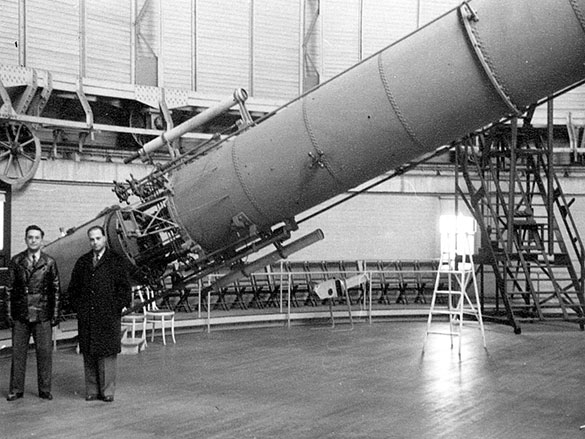
Jorge Sahade en 1944 trabajando en el Observatorio Yerkes

Impulsó desde la Universidad de La Plata la compra de un telescopio de 215 cm de diámetro (bautizado luego con su nombre), que hoy en día se encuentra emplazado en el Complejo Astronómico El Leoncito. La construcción de este telescopio fue en Estados Unidos, a partir de que les regalaran los planos de uno gemelo que había construido el Observatorio Nacional de Kitt Peak. El regalo fue gestión de su director Nicholas Mayall, con quien mantenían una amistad, permitiéndoles ahorrar unos 100 mil dólares en el costo final.
Entre 1953 y 1955 se desempeñó como Director del Observatorio Astronómico de Córdoba, y entre marzo de 1968 hasta julio de 1969 que renunció, fue director del Observatorio de La Plata.
En 1969 se convirtió en el primer Decano de la Facultad de Ciencias Exactas de la Universidad Nacional de La Plata.
Fundó el Instituto de Astronomía y Física del Espacio (IAFE) en el Pabellón I de la Ciudad Universitaria de la Universidad de Buenos Aires, donde fue director y alma mater entre 1971 y 1974, y cofundó la Liga Iberoamericana de Astronomía (LIADA). Luego de alejarse del CONICET y de la dirección del IAFE, siguió como investigador del IAFE de manera independiente además de trabajar en el Instituto Argentino de Radioastronomía.
Fue el primer latinoamericano en lograr la presidencia de la Unión Astronómica Internacional (IAU), entre 1985 y 1988, y también el primer director de la Comisión Nacional de Actividades Espaciales entre 1991 y 1994.

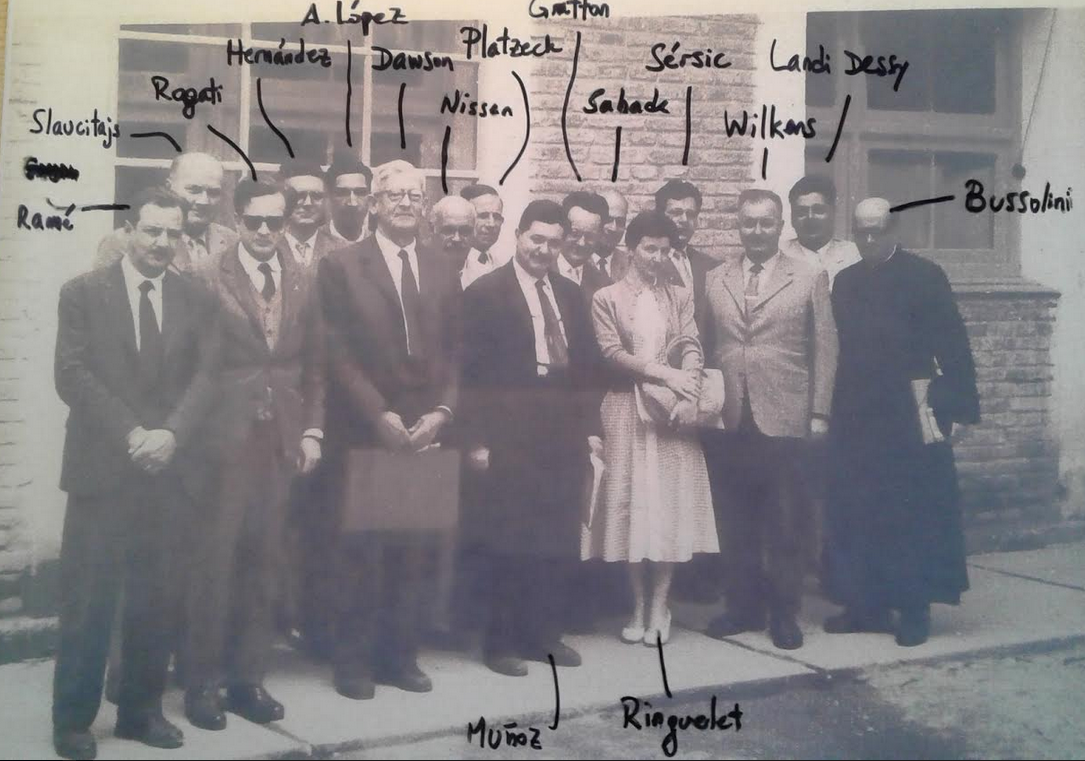
Fundadores de la Asociación Argentina de Astronomia, 1958. Desde la izquierda: M. J. Ramé, Sergei Slaucitajs, Carlos Rogati, Carlos Hernández, Augusto López, Bernhard H. Dawson, Juan José Nissen, Ricardo Platzek, Francisco Muñoz, Livio Gratton, Jorge Sahade, Adela Emilia Ringuelet, José Luis Sérsic, Herbert Wilkens, Jorge Landi Dessy, Juan A. Bussolini.

Una de sus publicaciones fue el estudio del sistema de una estrella binaria, Beta Lyrae, que realizaba en Estados Unidos, la cual fue publicada en la American Philosophical Society, planteando soluciones a viejos problemas formulados sobre los sistemas de estrellas binarias cerradas de los cuales no se encontraba solución hasta el momento. Más tarde el astrónomo Helmut Abt, en los Estados Unidos, confirmaría que la misma era correcta.

## Premios y reconocimientos
- Diploma al Mérito de la Fundación Konex.[5]
- 1983 Premio Konex de Física y Astronomía.[6][4]
- Premio a la trayectoria de la Asociación Argentina de Astronomía.[6]
- 1986 El Asteroide 2605 (1974QA) lleva el nombre de "Sahade".[10][11]
- 1988 Medalla de Consagración Científica (en Astronomía) del Consejo de Estudios Internacionales Avanzados.
- 1993 Premio Ricardo P. Platzeck en Astronomía, de la Academia Nacional de Ciencias Exactas, Físicas y Naturales.
- 1995 Investigador Emérito del CONICET.
- 1999 Medalla de oro de la Asociación Argentina Amigos de la Astronomía.[6]
- 2011 Ciudadano Ilustre de la Ciudad de La Plata.[2][12][4]